# Lac Feneketlen
Le lac Feneketlen (en hongrois : Feneketlen-tó, littéralement « lac sans fond ») est une étendue d'eau située à Budapest. 